# This is Japanimetal Marathon
This is Japanimetal Marathon es un álbum lanzado internacionalmente por la novedosa banda japonesa de heavy metal Animetal. El álbum se compone principalmente de Animetal Marathon mezclado junto con canciones seleccionadas de los sencillos de la banda Animetal Lady. Cada pista está marcada por el título del anime / tokusatsu,y no viene por el título de la canción original.
"Makafushigi Adventure!" (de Dragon Ball) es un tema exclusivo que no se encuentra en otras versiones de Animetal.

## Listado de canciones
Todas las canciones originalmente lanzado en Animetal Marathon salvo que se indique.
1. "Theme of Animetal" (アニメタルのテーマ Animetaru no Tēma?)
2. "Kagaku Ninjatai Gatchaman" ("Song of Gatchaman" (ガッチャマンの歌 Gatchaman no Uta?))
3. "Umi no Triton" (海のトリトン Umi no Toriton?)
  - "This Is Animetal" unica version
4. "Babel II" (バビル２世 Babiru Nisei?)
5. "Chōdenji Robo Combattler V" ("Theme of Combattler V" (コン・バトラーVのテーマ Kon Batorā Bui no Tēma?))
6. "Chōdenji Robo Combattler V" ("Go! Combattler V" (行け！コン・バトラーV Ike! Kon Batorā Bui?))
  - De "Sentimetal"
7. "Chōdenji Machine Voltes V" ("Song of Voltes V" (ボルテスVの歌 Borutesu Bui no Uta?))
8. "Tōshō Daimos" ("Get up! Brave Leader Daimos" (立て！闘将ダイモス Tate! Tōshō Daimosu?))
9. "Yuusha Raideen" (勇者ライディーン Yūsha Reidīn?)
10. "Wakusei Robo Danguard Ace" ("Love Is Danguard Ace" (すきだッ ダンガードA Suki da Dangādo Ēsu?))
  - Incorpora "Communication Breakdown" de Led Zeppelin's
11. "Dragon Ball" ("Mysterious Adventure!" (摩訶不思議アドヴェンチャー Makafushigi Adovenchā!?))
  - inédito
12. "Kamen Rider V3" ("Fight! Kamen Rider V3" (戦え！仮面ライダーV3 Tatakae! Kamen Raidā Bui Surī?))
  - De "Tokusatsu de Ikou!"
13. "Tiger Mask" (タイガーマスク Taigā Masuku?)
14. "Cyborg 009" ("For Who's Sake" (誰がために Taga Tame ni?))
15. "Ganbare Genki" ("Be the Wind!" (風になれ！ Kaze ni Nare?))
  - De "Animetal Summer"
16. "Ashita no Joe" (あしたのジョー Ashita no Jō?)
  - De "Animetal Summer"
17. "Galaxy Express 999" (銀河鉄道999 Ginga Tetsudō Surī Nain?)
18. "Candy Candy" (キャンディ キャンディ Kyandi Kyandi?)
  - De "Animetal Lady has been Found!"
19. "Alps no Shoujo Heidi" ("Teach Me" (おしえて Oshiete?))
  - De "Animetal Lady has been Found!"
  - Riff de guitarra se basa libremente en "Immigrant Song" de Led Zeppelin's
20. "Haha wo Tazunete Sanzen-ri" ("Marco's Grassland" (草原のマルコ Sōgen no Maruko?))
  - De "Animetal Lady has been Found!"
  - Incorpora "Fool for Your Loving" de Whitesnake's
21. "Sailor Moon" ("Moonlight Legend" (ムーンライト伝説 Mūnraito Densetsu?))
  - De Animetal Lady Marathon
22. "Cutey Honey" (キューティーハニー Kyūtī Hanī?)
  - De "Animetal Lady Is Here!"
23. "Mahou Tsukai Sally" (魔法使いサリー Mahōtsukai Sarī?)
  - De "Animetal Lady Is Here!"
24. "Jungle Taitei Leo" ("Song of Leo" (レオのうた Reo no Uta?))
  - De "Animetal Lady Has Been Found!"
25. "Uchuu Senkan Yamato" (宇宙戦艦ヤマト Uchū Senkan Yamato?)
  - "This Is Animetal" unica version
26. "Kidou Senshi Gundam" ("Fly! Gundam" (翔べ！ガンダム Tobe! Gandamu?))
  - Versión corta de la canción en Animetal Marathon
  - Incorpora "Blackout" de Scorpions'
27. "Densetsu Kyoujin Ideon" ("Ressurrection's Ideon" (復活のイデオン Fukkatsu no Ideon?))
28. "Choujikuu Yousai Macross" ("Macross" (マクロス Makurosu?))
29. "Muteki Choujin Zanbot 3" ("Go! Zanbot 3" (行け！ザンボット3 Ike! Zanbotto Surī?))
30. "Muteki Koujin Daitarn 3" ("Come Here! Daitarn 3" (カムヒア！ダイターン3 Komuhia! Daitān Surī?))
  - Incorpora "Running Free" de Iron Maiden's
31. "Seisenshi Dunbine" ("Dunbine Fly" (ダンバインとぶ Danbain Tobu?))
32. "Mazinger Z" (マジンガーZ Majingā Zetto?)
33. "Great Mazinger" ("I am Great Mazinger" (おれはグレートマジンガー Ore wa Gurēto Majingā?))
34. "UFO Robo Grendizer" ("Fly! Grendizer" (とべ！グレンダイザー Tobe! Gurendaizā?))
35. "Getter Robo" ("Getter Robo!" (ゲッターロボ！ Gettā Robo!?))
36. "Kidou Senshi Gundam Movie II" ("Sad Warrior" (哀 戦士 Ai Senshi?))
  - De "Sentimetal"
  - Incorpora "The Number of the Beast" de Iron Maiden's
37. "Theme of Animetal (Reprise) (アニメタルのテーマ (Reprise)?)

## créditos
- Eizo Sakamoto - Voz
- Mie - Voz (Animetal Lady)
- She-Ja - Guitarra
- Masaki - Bajo

con
- Munetaka Higuchi - Batería
- Katsuji - Batería
- Yasuhiro Umezawa - Batería
- Shinki - Batería